# Kim Hamilton
Pour les articles homonymes, voir Hamilton.

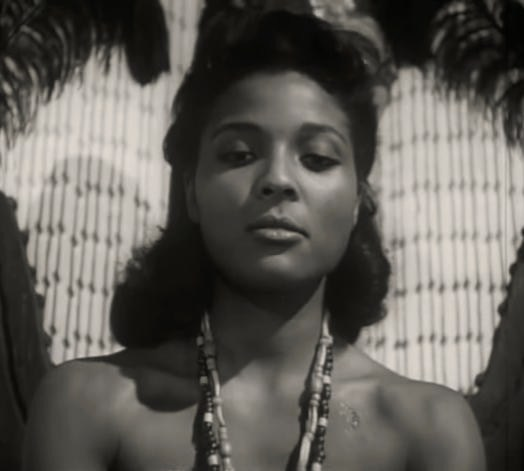
Dans La Femme sangsue (1960)

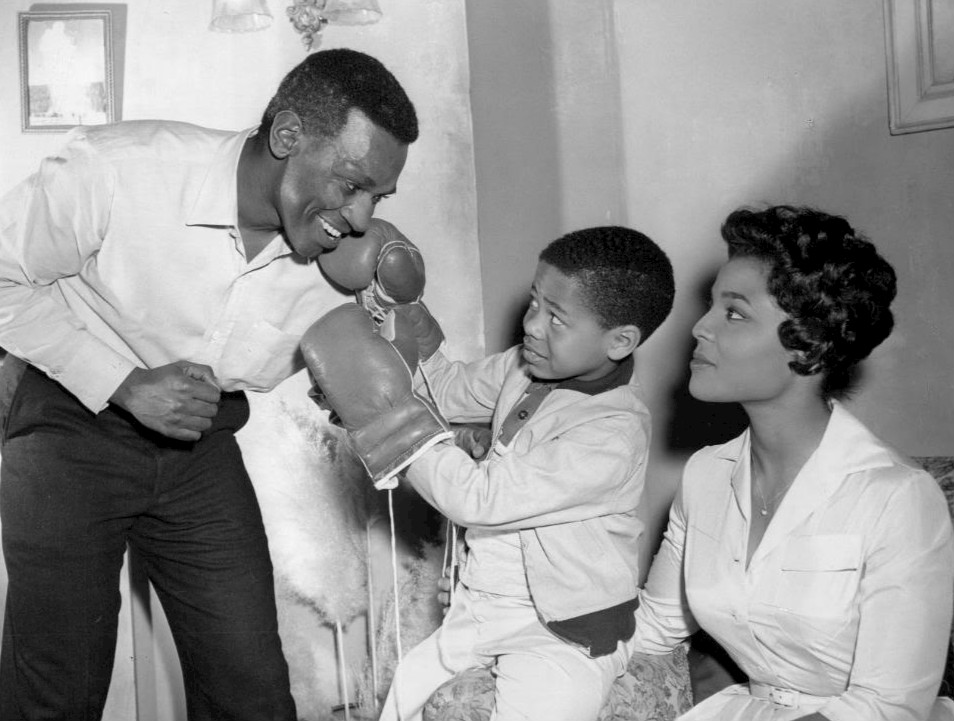
De g. à d. : Ivan Dixon, Steven Perry et Kim Hamilton, dans La Quatrième Dimension, épisode Le Vœu magique (1960)

Dorothy Mae Aiken — née le 12 septembre 1932 à Los Angeles (Californie), ville où elle est morte le 16 septembre 2013 — est une actrice américaine, connue sous le nom de scène de Kim Hamilton (du nom de son premier mari).

## Biographie
Au cinéma, Kim Hamilton contribue à seulement neuf films américains, le premier étant Le Carnaval des dieux de Richard Brooks (avec Rock Hudson et Sidney Poitier), sorti en 1957.
Suivent notamment Le Coup de l'escalier de Robert Wise (1959, avec Harry Belafonte et Robert Ryan), Les Anges sauvages de Roger Corman (1966, avec Peter Fonda et Nancy Sinatra) et Kotch de Jack Lemmon (1971, avec Walter Matthau).
Son dernier film est Body and Soul (en) de George Bowers (avec Michael V. Gazzo et Peter Lawford), sorti en 1981.
Surtout active à la télévision, elle apparaît entre 1955 et 2008 dans soixante-et-une séries américaines, dont La Quatrième Dimension (un épisode, 1960), Mannix (trois épisodes, 1967-1974), Matt Houston (deux épisodes, 1983-1984) et New York, police judiciaire (deux épisodes, 1992-1996). S'y ajoute la série australienne Le Courrier du désert (un épisode, 1961).
Elle participe aussi à six téléfilms diffusés de 1967 à 1979.
De passage en 1959 à Londres, elle y joue au théâtre dans la pièce Un raisin au soleil de Lorraine Hansberry (avec Juanita Moore et Earle Hyman). Et signalons une autre pièce représentée à New York (Off-Broadway) en 1987, Miracle en Alabama de William Gibson (avec Karen Allen).
Veuve de l'acteur Werner Klemperer (1920-2000), Kim Hamilton l'avait épousé en troisièmes noces en 1997, après avoir été sa compagne durant une vingtaine d'années. 

## Filmographie partielle

### Cinéma
- 1957 : Le Carnaval des dieux (Something of Value) de Richard Brooks : l'épouse de Kipi
- 1959 : Le Coup de l'escalier (Odds Against Tomorrow) de Robert Wise : Ruth Ingram
- 1960 : La Femme sangsue (The Leech Woman) d'Edward Dein : Malla jeune
- 1962 : Du silence et des ombres (To Kill a Mockingbird) de Robert Mulligan : Helen Robinson
- 1966 : Les Anges sauvages (The Wild Angels) de Roger Corman : l'infirmière
- 1971 : Kotch de Jack Lemmon : Emma Daly
- 1981 : Body and Soul (en) de George Bowers : Mme Johnson

### Télévision
Séries
- 1958 : Monsieur et Madame détective (The Thin Man)
  - Saison 1, épisode 37 The Screaming Doll : Emmeline
- 1960 : La Quatrième Dimension (The Twilight Zone)
  - Saison 1, épisode 27 Le Vœu magique (The Big Tall Wish) : Frances Temple
- 1961 : Le Courrier du désert (Whiplash)
  - Saison unique, épisode 11 The Remittance Man : Martin
- 1962 : Le Gant de velours (The New Breed)
  - Saison unique, épisodes 18 et 19 Policemen Die Alone, Parts I-II : Sally Wick
- 1962 : Échec et mat (Checkmate)
  - Saison 2, épisode 24 Trial by Midnight : Mlle Williams
- 1962 : Alfred Hitchcock présente (Alfred Hitchcock Presents)
  - Saison 7, épisode 36 First Class Honeymoon de Don Weis : la servante
- 1963 : 77 Sunset Strip
  - Saison 6, épisode 6 White Lie : Letha
- 1965 : Le Jeune Docteur Kildare (Dr. Kildare)
  - Saison 5, épisode 1 Behold the Great Man de John Brahm : l'infirmière Hammond
- 1966 : Daniel Boone
  - Saison 3, épisode 8 Onatha d'Earl Bellamy : Naomi
- 1967-1974 : Mannix
  - Saison 1, épisode 11 Le Secret professionnel (Catalogue of Sins, 1967) de Lee H. Katzin : Alice Bradley
  - Saison 4, épisode 3 Amnésie (Time Out of Mind, 1970) de Corey Allen : Hallie Woods
  - Saison 8, épisode 4 Walk on the Blind Side (1974) de Paul Krasny : Diane
- 1969-1970 : Hôpital central (General Hospital), feuilleton, épisodes non spécifiés : Dr Tracy Adams
- 1969-1972 : La Nouvelle Équipe (The Mod Squad)
  - Saison 1, épisode 24 Captain Greer, Call Surgery (1969) d'Earl Bellamy : Delores Sutton
  - Saison 5, épisode 9 Can You Hear Me Out There? (1972) de Seymour Robbie : Mildred Jameson
- 1973 : Police Story
  - Saison 1, épisode pilote Slow Boy de William A. Graham : Harriet Parsons
- 1973 : Auto-patrouille (Adam-12)
  - Saison 5, épisode 16 Citizens Arrest – 484 : Mme Hardy
  - Saison 6, épisode 10 Hollywood Division : Mme Anderson
- 1974 : Kojak, première série
  - Saison 2, épisode 3 Tais-toi, sinon tu mourras (Hush Now, Don't You Die) de Charles S. Dubin : Sergent Donna Mill
- 1975 : Docteur Marcus Welby (Marcus Welby, M.D.)
  - Saison 6, épisode 17 Public Secrets de Leo Penn : Elsbeth Byars
  - Saison 7, épisode 5 The Double-Edged Razor : Velma Stokes
- 1978 : Vegas (Vega$)
  - Saison 1, épisode 9 Lost Women de Paul Stanley : Ernie
- 1980 : Quincy (Quincy, M.E.)
  - Saison 5, épisode 19 T.K.O. : Mme Hester
- 1981 : Buck Rogers (Buck Rogers in the 25th Century)
  - Saison 2, épisode 2 La Marque du Saurien (Mark of the Saurian) : l'infirmière Paulton
- 1983 : Des jours et des vies (Days of Our Lives), feuilleton, épisodes non spécifiés : Penelope Wade
- 1983-1984 : Matt Houston
  - Saison 2, épisode 2 L'Amour assassin (The Woman in White, 1983) de Kim Manners : la juge
  - Saison 3, épisode 1 À corps perdu (Wanted Man, 1984) de James L. Conway : la mère de Nathaniel
- 1984 : Haine et Passion (Guilding Light), feuilleton, épisodes non spécifiés : Victoria Spaulding
- 1984 : Riptide
  - Saison 2, épisode 8 Drôle d'affaire (It's a Vial Sort of Business) de Bruce Seth Green : Mme Collins
- 1984 : Hôpital St Elsewhere (St. Elsewhere), feuilleton
  - Saison 2, épisode 12 Hearing : la juge
- 1985 : Allô Nelly bobo (Gimme a Break!)
  - Saison 4, épisode 18 Alabamy Bound, Part II d'Hal Cooper : Della
- 1985 : Alice
  - Saison 9, épisode 15 Vera's Grounded Gumshoe de Marc Daniels : Mme Reynolds
- 1986 : Simon et Simon (Simon & Simon)
  - Saison 6, épisode 12 Tonsillitis : l'infirmière Elsa Jelkes
- 1987 : Femmes d'affaires et Dames de cœur (Designing Women)
  - Saison 2, épisode 3 Anthony Jr. : Annabelle
- 1990 : Star Trek : La Nouvelle Génération (Star Trek: The Next Generation)
  - Saison 4, épisode 9 La Dernière Mission (Final Mission) de Corey Allen : Songi
- 1992-1996 : New York, police judiciaire (Law and Order)
  - Saison 2, épisode 14 Un sang révélateur (Blood Is Thicker..., 1992) : la juge Vivian Jackson
  - Saison 6, épisode 10 Les Blessures du passé (Remand, 1996) : Marcella Klein
- 2002 : The Practice : Donnell et Associés (The Practice)
  - Saison 7, épisode 2 Convictions : la juge de la Cour suprême
- 2008 : Private Practice
  - Saison 2, épisode 6 Les Raisons du cœur (Serving Two Masters) de Joanna Kerns : Frances

Téléfilms
- 1971 : Mooch Goes to Hollywood de Richard Erdman : l'infirmière
- 1978 : Doctors' Private Lives de Steven Hilliard Stern : Kitty
- 1978 : Lady of the House de Ralph Nelson et Vincent Sherman : Mary
- 1978 : A Family Upside Down de David Lowell Rich : Paula
- 1979 : Exécutions sommaires (Stone) de Corey Allen : Carla Brown

## Théâtre
- 1959 : Un raisin au soleil (A Raisin in the Sun) de Lorraine Hansberry (Londres)
- 1987 : Miracle en Alabama (The Miracle Worker) de William Gibson : Viney / la voix de Crone (Off-Broadway)